# Nogometni Klub Zadar
Il Nogometni Klub Zadar, meglio noto come NK Zadar e in italiano come Zara, è stato un club calcistico croato di Zara.
Nella sua ultima stagione ha militato in Treća HNL, la terza serie del campionato croato.
Fondato nel 1945 in Jugoslavia, il club non raggiunse risultati sportivi di particolare rilevanza.
Giocava le partite casalinghe allo Stadio Stanovi, avente una capacità di 5860 spettatori.

## Storia
Nel 1945 alla fine della Seconda guerra mondiale venne fondata a Zara la polisportiva Fiskulturno društvo Zadar, comprendente anche una sezione calcistica che andò a raccogliere l'eredità dell'originario club calcistico cittadino, l'italiana Associazione Calcio Dalmazia. Nel 1949 la sezione calcistica venne staccata dalla polisportiva e assunse il nome di Nogometni Klub Zadar. Il neonato sodalizio jugoslavo iniziò la propria attività partendo dalla lega repubblicana croata (Hrvatska republička nogometna liga). Nel periodo jugoslavo conquistò in tre occasioni la promozione nella Seconda Lega (Druga Liga) jugoslava, il campionato di secondo livello, nelle stagioni 1964-1965, 1967-1968 e 1984-1985. Tuttavia nella Druga liga lo Zadar centrò in una sola occasione la salvezza, venendo in tre partecipazioni su quattro retrocesso nel campionato croato.
Nel 1990-1991 conquistò la promozione in Druga liga, ma non vi partecipò a causa della proclamazione d'indipendenza della Croazia. Dopo l'indipendenza della Croazia nel 1991, il club fu tra i fondatori della Prva HNL, la massima serie del campionato croato di calcio, raggiungendo il sesto posto nella stagione 1997-1998 e nella stagione 2003-2004, e alternando anche stagioni in Druga HNL. Dal 1996 al 2003 il club assunse la denominazione Nogometni Klub Zadarkomerc. Dopo otto stagioni consecutive in Prva HNL, nel biennio 2015-2016 il club subì una doppia retrocessione che lo portò in terza serie. Zadar vinse poi la Treća hrvatska nogometna liga 2017-2018 ottenendo una promozione in seconda divisione, per poi retrocedere lo stesso anno. Nell'estate 2020 la squadra ha dichiarato bancarotta. Al posto dello NK Zadar è stato fondato il HNK Zadar.

## Palmarès

### Competizioni nazionali
- Hrvatska republička liga: 2

1976-1977 (girone Sud), 1984-1985 (girone Sud)
- Treća HNL: 1

1990-1991 (girone ovest)

### Altri piazzamenti
- Coppa di Croazia:

Semifinalista: 1992-1993, 1995-1996
- Druga hrvatska nogometna liga:

Secondo posto: 2006-2007
Terzo posto: 1999-2000
- Treća HNL:

Promozione: 2017-2018

## Organico

### Rosa 2016-2017
Aggiornata al 2 settembre 2016.
| N. |                    | Ruolo | Calciatore      |
| -- | ------------------ | ----- | --------------- |
| 1  | Croazia (bandiera) | P     | Mladen Matković |
| 2  | Croazia (bandiera) | C     | Josip Bilaver   |
| 4  | Croazia (bandiera) | D     | Ante Sarić      |
| 5  | Croazia (bandiera) | D     | Ivan Šimurina   |
| 6  | Croazia (bandiera) | D     | Marin Con       |
| 8  | Croazia (bandiera) | C     | Jakov Surać     |
| 9  | Croazia (bandiera) | C     | Josip Ivančić   |
| 12 | Croazia (bandiera) | P     | Tomo Gluić      |
| 14 | Croazia (bandiera) | C     | Frane Čirjak    |
| 15 | Croazia (bandiera) | C     | Jure Jerbić     |
| 16 | Croazia (bandiera) | C     | Ivan Tokić      |
| 17 | Croazia (bandiera) | D     | Josip Bašić     |
| 19 | Croazia (bandiera) | D     | Mato Neretljak  |

| N. |                                 | Ruolo | Calciatore      |
| -- | ------------------------------- | ----- | --------------- |
| 19 | Croazia (bandiera)              | A     | Vlatko Blažević |
| 20 | Bosnia ed Erzegovina (bandiera) | A     | Želimir Terkeš  |
| 21 | Croazia (bandiera)              | C     | Domagoj Muić    |
| 22 | Croazia (bandiera)              | C     | Mario Grgurović |
| 23 | Croazia (bandiera)              | C     | Roberto Viduka  |
| 25 | Croazia (bandiera)              | D     | Frane Ikić      |
| 26 | Germania (bandiera)             | C     | Marcel Heister  |
| 27 | Croazia (bandiera)              | A     | Josip Tadić     |
| 28 | Bosnia ed Erzegovina (bandiera) | C     | Mirko Hrgović   |
|    | Croazia (bandiera)              | C     | Filip Anić      |
|    | Croazia (bandiera)              | C     | Domagoj Boljat  |
|    | Croazia (bandiera)              | C     | Josip Galešić   |
|    | Croazia (bandiera)              | C     | Marko Zorica    |

## Staff tecnico
- Allenatore:  Nado Kovačević
- Vice-Allenatore:  Josip Butić
- Team Manager: ?
- Preparatore dei portieri: ?
- Preparatore atletico: ?
- Medico sociale: ?
- Direttore Sportivo: ?